# Euphthiracarus reticulatus
Euphthiracarus reticulatus är en kvalsterart som först beskrevs av Berlese 1913.  Euphthiracarus reticulatus ingår i släktet Euphthiracarus och familjen Euphthiracaridae.

## Underarter
Arten delas in i följande underarter:
- E. r. reticulatus
- E. r. alpinus